# Kwas wolframowy
Kwas wolframowy – nieorganiczny związek chemiczny z grupy kwasów tlenowych, zawierający wolfram na VI stopniu utlenienia. Jest monohydratem tritlenku wolframu WO3·H2O. Tworzy sole wolframiany, które występują w naturze, np. wolframit (wolframian żelaza i manganu) oraz szelit (wolframian wapnia).
Po raz pierwszy otrzymał go Carl Scheele w roku 1781.